# Bowil
Bowil – gmina (niem. Einwohnergemeinde) w Szwajcarii, w kantonie Berno, w regionie administracyjnym Bern-Mittelland, w okręgu Bern-Mittelland.
Gmina po raz pierwszy została wspomniana w dokumentach w 1299 roku jako Bonwile.

## Demografia
W Bowil mieszkają 1 354 osoby. W 2020 roku 3% populacji gminy stanowiły osoby urodzone poza Szwajcarią.
W 2000 roku 98,4% populacji mówiło w języku niemieckim, 0,5% w języku albańskim, a 0,4% w języku angielskim. 3 osoby komunikowały się w języku francuskim.

Zmiany w liczbie ludności są przedstawione na poniższym wykresie:

## Transport
Przez teren gminy przebiega droga główna nr 10.